# Pallavicinia bipinnata
Pallavicinia bipinnata là một loài rêu trong họ Pallaviciniaceae. Loài này được Stephani mô tả khoa học đầu tiên năm 1917.